# 曼萨·穆萨
曼薩·穆薩（阿拉伯语：‎，羅馬化：Mansā Mūsā）是第9任馬里帝國曼薩，在位時間大約為1312年至1337年，因前往麥加朝聖和贊助回教學術而聞名。
他統治的馬里帝國處在國力的巔峰時期，黃金產量位居世界第一，曼薩因而極度富有。2012年，Celebrity Net Worth網站推算人類歷史上25大富豪，穆薩排列第一位。2015年，美國《時代》雜誌發表“史上富豪排行榜TOP10”榜單，穆薩排在榜單第一位，編者稱他“財富不可估量”。

## 出生
穆薩的出生日期已無從考證，但一般認為他是在1300年和1310年之間出生的；他可能是馬里帝國的開拓者松迪亞塔的孫子。他有一個兄弟，曼薩·蘇萊曼，最後在1341年接管了帝國。
在曼沙穆薩的統治下，地處西非的馬里帝國成為當時非洲最大、最富有的地區。

## 朝聖
馬里帝國在西元14世紀至17世紀統治著今西非曼丁卡高原地區。當時的馬里的黃金產量占全世界的一半，統治馬里的穆薩因而擁有驚人的財富。穆薩在1324年前往麥加進行了一次著名的朝聖之旅，據說他在開羅的大肆揮霍，甚至導致此後當地持續二十年的黃金貶值。他花掉的財富如此之多，然而事實上他回國的旅費不得不向他人暫借。傳說一路上穆薩的隨行人員不計其數，僅貨物搬運工就達6萬名之多。
穆薩也因其聰慧和虔誠而聞名於世，人稱“神奇的穆薩”。他將位置顯要的廷巴克圖和加奧併入了馬里。在繼位之後，穆薩成為一位狂熱的穆斯林，他下令在各地建造了無數清真寺，並將伊斯蘭教定為官方信仰，但他也並不壓制國內的其他宗教。穆薩致力於拓展馬里與世界的貿易，利用本國豐富的可樂果、象牙、食鹽與黃金資源與三大洲各國交換各種物資。穆薩也非常尊重知識，他將廷巴克圖建成為重要的學術與藝術中心，當地的桑科雷大學是穆斯林世界最著名的學府之一。各地的學生可以在此免費獲得教育。
穆薩於1337年去世，在位25年。一位當時的歷史學家曾經這樣評論曼沙·穆薩：“在西非各國的領導人中，他是最強大、最富有、最幸運的人，也是最能使敵人感到害怕、最能為朋友提供幫助的人。”

## 外部連結
- History Channel: Mansa Moussa: Pilgrimage of Gold （页面存档备份，存于）
- Al-Umari's description of Mansa Musa's 1324 visit to Cairo
- Sondiata and Mansa Musa on the Web web directory
- African Legends page （页面存档备份，存于）
- African Events Mansa Musa page
- Mansa Musa （页面存档备份，存于），from Black History Pages
- 10 Richest People of All Time （页面存档备份，存于） Money & Career

| 前任： 阿布貝克爾二世 | 馬里帝國曼薩 1312年–1337年 | 繼任： 馬格漢 |